# Château de Magnas
Le château de Magnas, situé dans la commune de Magnas, canton de Saint-Clar (Gers), en région Occitanie, est un édifice du XVIe siècle profondément remanié jusqu'au XIXe siècle.

## Situation
Le château se trouve sur la commune de Magnas, siège de la baronnie de Magnas.

## Histoire
La baronnie de Manas, dont le nom déformé en Magnas est resté, passe en 1304 à la famille de Galard, jusqu'en 1488. Elle passe ensuite, par alliances successives, à la famille de Saint-Géry jusqu'en 1689. Les Saint-Géry construisent la partie orientale du château, la plus ancienne. Le château passe ensuite aux Sérillac, aux La Valette, aux Lacarry, aux Taffanel de Jonquières et aux Noé. En 1785, pour acheter le duché d'Antin, le marquis de Noé vend Magnas à Joseph de Galard-Pellehaut : le château revient donc aux de Galard.
Joseph de Galard place sur la baronnie la dot de sa femme, Marie de Vignes. Comme bien dotal, cela vaudra au château de n'être pas confisqué à la Révolution. Il fait édifier le corps de logis actuel. Après la Révolution, son fils Louis-Raymond-Charles, émigré, revient s’installer au château.
En 1885, l'arrière-arrière-petite-fille de Joseph de Galard épouse le comte Hector de Galard-Saldebru, issu de la branche aînée des Galard-Terraube. De nouveaux travaux sont entrepris entre 1881 et 1884, notamment avec l'architecte Clément Parent, élève de Viollet-le-Duc, puis l'Agenais Courau, auteur de la façade nord sur les jardins.

## Architecture
Le château se compose de trois corps de bâtiment autour d’une vaste cour d’honneur fermée d’une grille au sud.
À l’est, l’aile des communs est un long quadrilatère flanqué à l’origine de deux tours rondes, qui correspond vraisemblablement au château ou du moins à la salle d’origine. La tour nord-ouest a disparu. La tour sud-ouest est carrée et couverte d’ardoises.
Le corps de logis central, détaché de l’aile est, construit sur une vaste cave voûtée en berceau, est flanqué au nord-est d’un pavillon couvert d’un haut toit à la française.Il se raccorde à l’équerre à l’aile ouest.
À l’ouest, le bâtiment de même hauteur que le corps central et couvert du même toit de tuiles se termine avec une tour carrée au sud-est, pendant de la tour de l’aile opposée, et au sud-ouest une tour ronde. Cette partie est bordée d’un terrasse qui domine un vallon. Des bâtiments secondaires prolongent les deux ailes vers le sud.
À l’intérieur, la pièce maîtresse est l’escalier en pierre d’Angoulême, œuvre de Clément Parent. Des cheminées venues du château de Flamarens et du mobilier de la duchesse de Penthièvre complètent la décoration intérieure.
Il ne reste rien des grands jardins à la française qui agrémentaient la partie nord du château, sinon un très vaste parc garni d’essences rares. L’orangerie a cependant subsisté